# Lutjanus

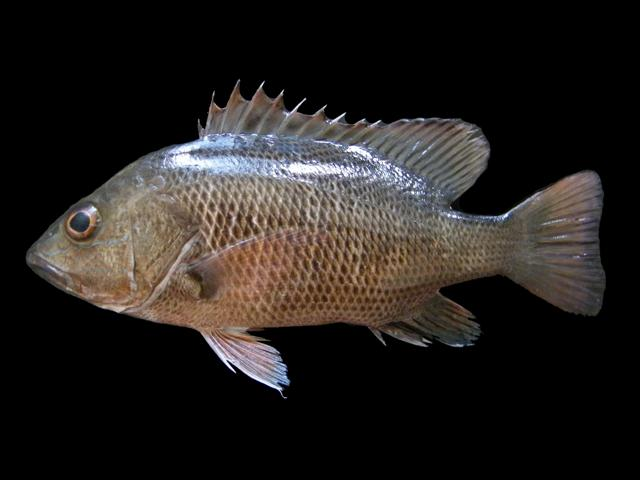
Lutjanus argentimaculatus

Lutjanus là một chi trong Họ Cá hồng được tìm thấy trong các đại dương lớn gồm Đại Tây Dương, Ân Độ Dương và Thái Bình Dương Chi này gồm cả hai loài (L. fuscescens và L. maxweberi) sống trong nước ngọt và nước lợ.

## Các loài

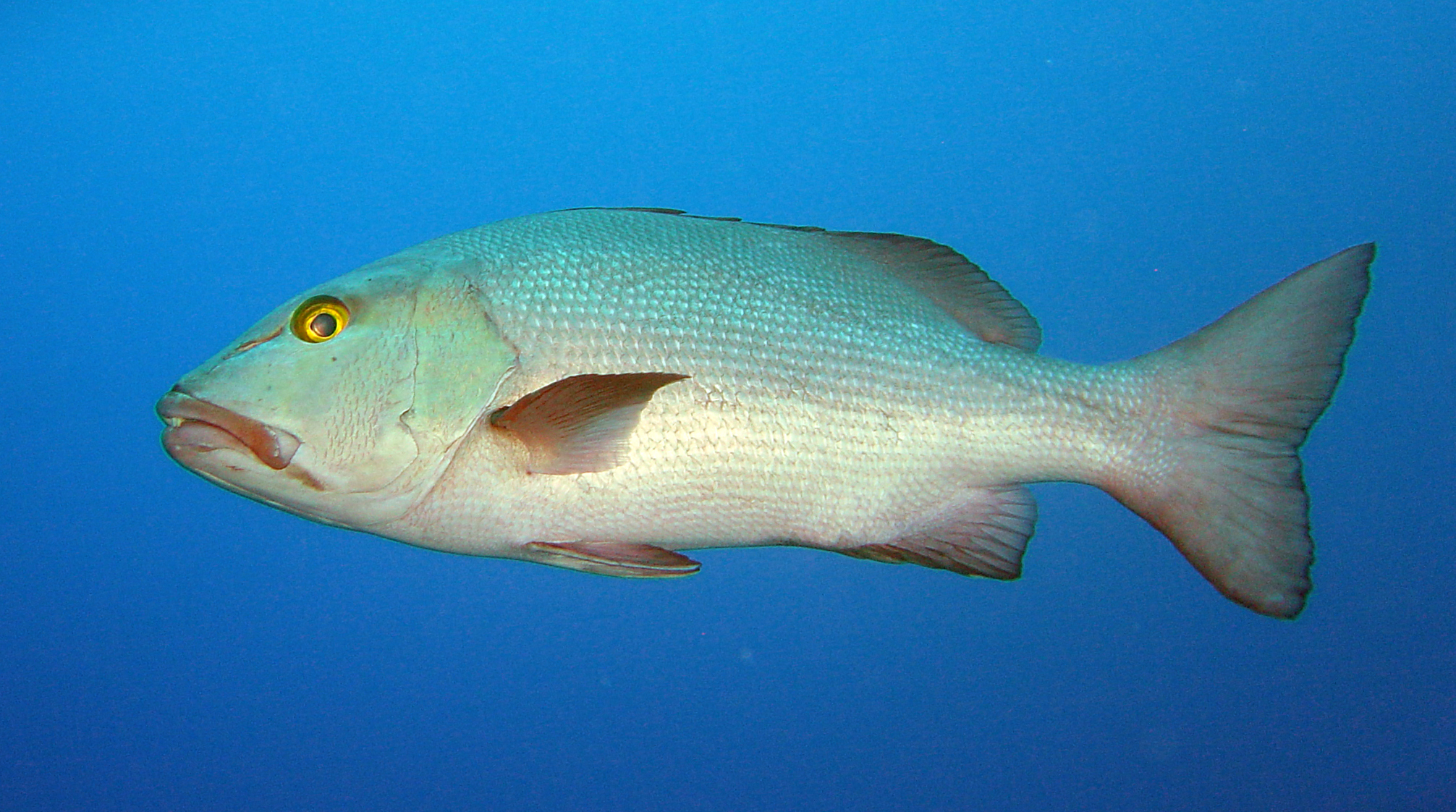
Lutjanus bohar

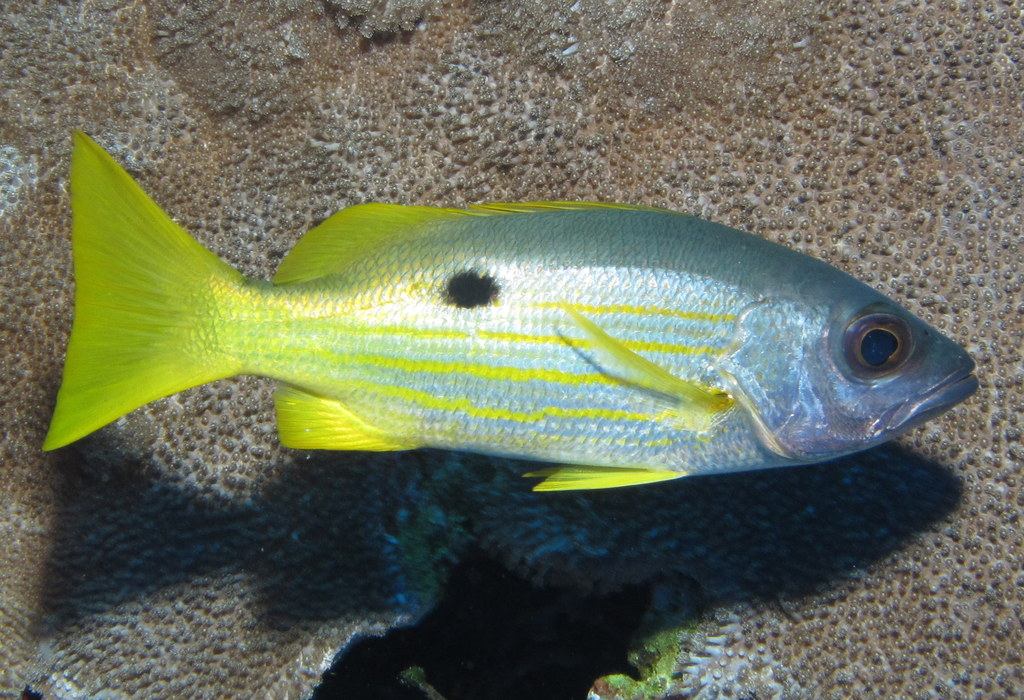
Lutjanus ehrenbergii

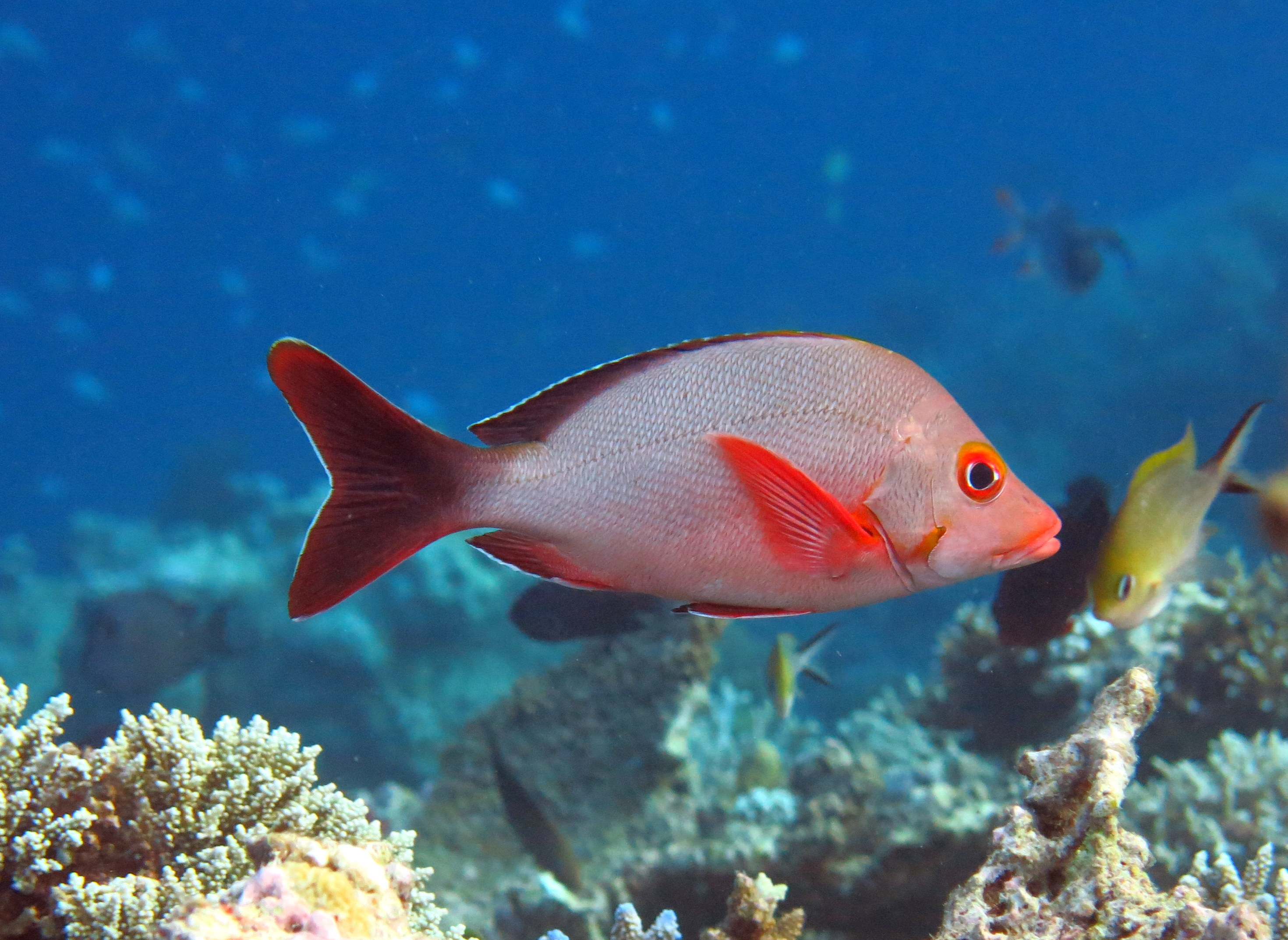
Lutjanus gibbus

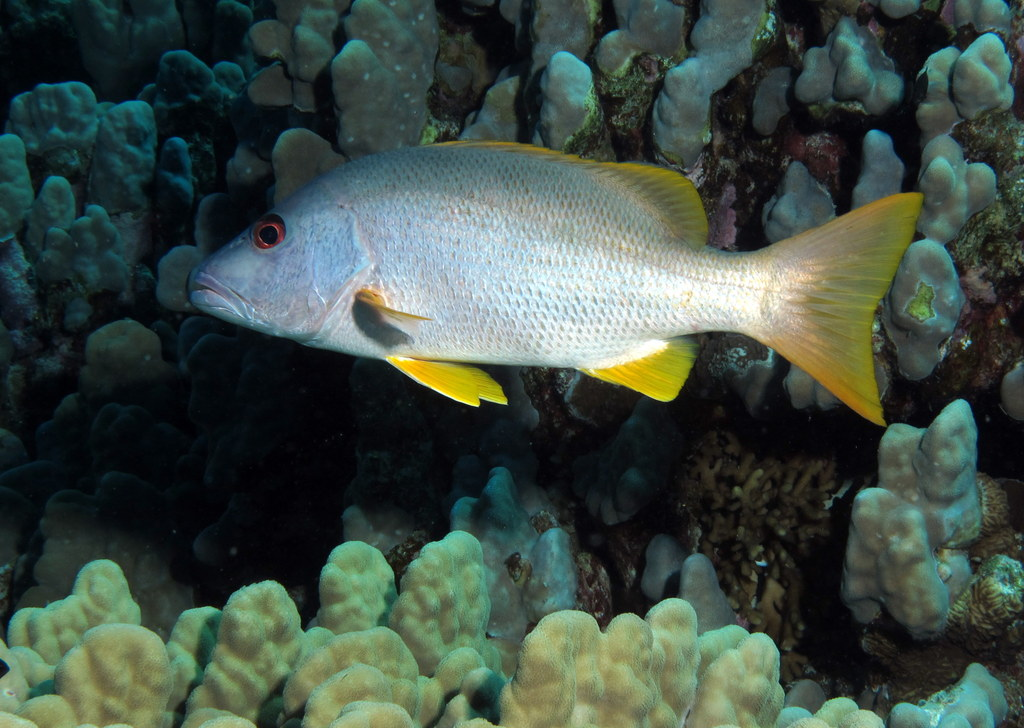
Lutjanus monostigma

Hiện tại có 73 loài được ghi nhận trong chi này:
- Lutjanus adetii (Castelnau, 1873)
- Lutjanus agennes Bleeker, 1863
- Lutjanus alexandrei R. L. Moura & Lindeman, 2007
- Lutjanus analis (Cuvier, 1828)
- Lutjanus apodus (Walbaum, 1792)
- Lutjanus aratus (Günther, 1864)
- Lutjanus argentimaculatus (Forsskål, 1775)
- Lutjanus argentiventris (W. K. H. Peters, 1869)
- Lutjanus bengalensis (Bloch, 1790)
- Lutjanus biguttatus (Valenciennes, 1830)
- Lutjanus bitaeniatus (Valenciennes, 1830)
- Lutjanus bohar (Forsskål, 1775)
- Lutjanus boutton (Lacépède, 1802)
- Lutjanus buccanella (Cuvier, 1828)
- Lutjanus campechanus (Poey, 1860)
- Lutjanus carponotatus (J. Richardson, 1842)
- Lutjanus coeruleolineatus (Rüppell, 1838)
- Lutjanus colorado D. S. Jordan & C. H. Gilbert, 1882
- Lutjanus cyanopterus (Cuvier, 1828)
- Lutjanus decussatus (Cuvier, 1828)
- Lutjanus dentatus (A. H. A. Duméril, 1861)
- Lutjanus dodecacanthoides (Bleeker, 1854)
- Lutjanus ehrenbergii (W. K. H. Peters, 1869)
- Lutjanus endecacanthus Bleeker, 1863
- Lutjanus erythropterus Bloch, 1790
- Lutjanus fulgens (Valenciennes, 1830)
- Lutjanus fulviflamma (Forsskål, 1775)
- Lutjanus fulvus (J. R. Forster, 1801)
- Lutjanus fuscescens (Valenciennes, 1830)
- Lutjanus gibbus (Forsskål, 1775)
- Lutjanus goldiei (W. J. Macleay, 1882)
- Lutjanus goreensis (Valenciennes, 1830)
- Lutjanus griseus (Linnaeus, 1758)
- Lutjanus guilcheri Fourmanoir, 1959
- Lutjanus guttatus (Steindachner, 1869)
- Lutjanus indicus G. R. Allen, W. T. White & Erdmann, 2013[5]
- Lutjanus inermis (W. K. H. Peters, 1869)
- Lutjanus jocu (Bloch & J. G. Schneider, 1801)
- Lutjanus johnii (Bloch, 1792)
- Lutjanus jordani (C. H. Gilbert, 1898)
- Lutjanus kasmira (Forsskål, 1775)
- Lutjanus lemniscatus (Valenciennes, 1828)
- Lutjanus lunulatus (M. Park, 1797)
- Lutjanus lutjanus Bloch, 1790
- Lutjanus madras (Valenciennes, 1831) [6]
- Lutjanus mahogoni (Cuvier, 1828)
- Lutjanus malabaricus (Bloch & J. G. Schneider, 1801)
- Lutjanus maxweberi Popta, 1921
- Lutjanus mizenkoi G. R. Allen & Talbot, 1985
- Lutjanus monostigma (Cuvier, 1828)
- Lutjanus notatus (Cuvier, 1828)
- Lutjanus novemfasciatus T. N. Gill, 1862[7]
- Lutjanus octolineatus (Cuvier, 1828) [8]
- Lutjanus ophuysenii (Bleeker, 1860)
- Lutjanus papuensis G. R. Allen, W. T. White & Erdmann, 2013[5]
- Lutjanus peru (Nichols & R. C. Murphy, 1922)
- Lutjanus purpureus (Poey, 1866)
- Lutjanus quinquelineatus (Bloch, 1790)
- Lutjanus rivulatus (Cuvier, 1828)
- Lutjanus rufolineatus (Valenciennes, 1830)
- Lutjanus russellii (Bleeker, 1849)
- Lutjanus sanguineus (Cuvier, 1828)
- Lutjanus sapphirolineatus Iwatsuki, Al-Mamry & Heemstra, 2016[8]
- Lutjanus sebae (Cuvier, 1816)
- Lutjanus semicinctus Quoy & Gaimard, 1824
- Lutjanus stellatus Akazaki, 1983
- Lutjanus synagris (Linnaeus, 1758)
- Lutjanus timoriensis (Quoy & Gaimard, 1824)
- Lutjanus viridis (Valenciennes, 1846)
- Lutjanus vitta (Quoy & Gaimard, 1824)
- Lutjanus vivanus (Cuvier, 1828)
- Lutjanus xanthopinnis Iwatsuki, F. Tanaka & G. R. Allen, 2015 [6]